# Dagmar - L'anima dei vichinghi
Dagmar - L'anima dei vichinghi (Flukt) è un film del 2012 diretto da Roar Uthaug. 
Pellicola d'azione/thriller norvegese con protagoniste Isabel Christine Andreasen e Milla Olin nel ruolo di due giovani ragazze che nella Norvegia del XIV secolo scappano dai banditi guidati da Dagmar, interpretata da Ingrid Bolsø Berdal. Il film è stato premiato al Slash Film Festival ed è stato presentato in Norvegia nel settembre 2012.

## Trama
Nella Norvegia del XIV secolo, la diciannovenne Signe, suo fratello minore e i suoi genitori sono in viaggio attraverso le terre rese pericolose dall'illegalità che segue la peste nera che aveva colpito il paese 10 anni prima.
All'improvviso, un gruppo di banditi guidati da una donna, Dagmar, li attacca uccidendo tutta la famiglia e prendendo in ostaggio Signe, dopo averla costretta a guardare mentre la stessa Dagmar colpiva alla schiena il fratellino in fuga. All'accampamento, Signe incontra una bambina, Frigg, che Dagmar aveva adottato anni prima. Frigg prova simpatia per la nuova arrivata, ma la matrigna tenta di convincerla a mantenere le distanze, incolpando tutta la popolazione "civile" di averla costretta al banditismo.
L'amante di Dagmar, Arvid, difende Signe dal tentativo di stupro da parte di Loke. Signe, approfittando della confusione, cerca di liberarsi. Frigg se ne accorge e avverte Dagmar, che per punizione ordina alla bambina di tagliare un dito alla ragazza prima dell'alba. Dagmar rivela anche a Signe di averla rapita per poter dare una sorellina alla piccola Frigg, dato che non è più in grado di avere figli propri.
Prima dell'alba Frigg libera Signe, impietosita dal suo destino, ed entrambe si danno alla fuga attraverso la foresta. Dopo essere riuscite ad uccidere due dei banditi, le ragazze si rifugiano nel capanno di un cacciatore, che le rifocilla e le protegge fino all'arrivo dei banditi, a costo della propria vita. Prima di morire però fa in tempo a rivelare a Signe il motivo per cui Dagmar è diventata tanto crudele: dieci anni prima, la gente del suo villaggio aveva accusato lei e la bambina dell'arrivo dell'epidemia e, nel tentativo di proteggersi, le avevano sottoposte al giudizio dell'acqua; la bambina era affogata, mentre Dagmar era riuscita a fuggire.
Le ragazze riescono a scappare di nuovo, ma vengono intrappolate in cima a un dirupo, di fronte a una cascata. Dagmar promette di lasciare andare Signe se Frigg tornerà da lei, ma la ragazza capisce che si tratta di un inganno. Prima che la freccia scoccata da uno dei banditi la raggiunga si butta nella cascata, riuscendo miracolosamente a salvarsi.
A questo punto Signe capisce che deve ricambiare il sacrificio di Frigg e torna all'accampamento dei banditi per liberarla. Con alcuni sotterfugi riesce a uccidere gli ultimi due banditi e si trova faccia a faccia con Dagmar, che sta quasi per avere il sopravvento sulla ragazza; solo l'intervento di Frigg, che chiama "mamma" Dagmar per la prima volta, riesce a distrarre la donna, che viene colpita alle spalle da Signe con la sua stessa balestra.
La storia si conclude con Signe e Frigg che tornano a seppellire la famiglia della ragazza e si avviano verso il più vicino villaggio per ricostruirsi una vita insieme come sorelle.

## Produzione
Le riprese del film hanno avuto luogo in Norvegia, nel comune di Sirdal, nel corso della prima metà del 2012.

## Accoglienza

### Critica
Alissa Simon della rivista Variety ha scritto, "Questo semplice ma adrenalinico racconto della sopravvivenza evidenzia in modo impressionante la magistrale regia di Roar Uthaug."
Thomas Spurlin di DVD Talk gli ha dato 3 stelle su 5 e ha scritto, "Il tono visuale, l'energia pura e l'ottima interpretazione di Isabel Christine Andreasen e Ingrid Bolsø Berdal elevano il semplice racconto della fuga di due ragazze a una corsa attraverso i pittoreschi paesaggi norvegesi."
Bill Gibron di DVD Verdict ha scritto "Se volete qualcosa di diverso nella lotta contro la natura, Escape vi piacerà."